# Mîrotvoreț
Mîrotvoreț (în ucraineană Миротворець, uk ( ascultă)) este un site web ucrainean cu sediul la Kiev care publică o listă actualizată periodic (și uneori informații persoanale) de persoane care sunt considerate de autorii site-ului a fi „dușmani ai Ucrainei”, sau, așa cum site-ul însuși afirmă, „ale căror acțiuni au semne de infracțiuni împotriva securității naționale a Ucrainei, a păcii, a securității umane și a dreptului internațional.” Site-ul a fost lansat în decembrie 2014 de politicianul și activistul ucrainean Gheorghe Tuka.